# ECHL 2015/16
Die Saison 2015/16 war die 28. Spielzeit der ECHL. Alle 28 Mannschaften bestritten in der regulären Saison, die vom 16. Oktober 2015 bis zum 9. April 2016 ausgetragen wurde, je 72 Spiele. Punktbeste Mannschaft der regulären Saison wurden die Missouri Mavericks, die somit den Henry Brabham Cup gewannen. Anschließend folgten die Playoffs um den Kelly Cup, den wie bereits im Jahr zuvor die Allen Americans gewannen. Wie bereits die Vorsaison ging auch die Spielzeit 2015/16 mit größeren Umstrukturierungen einher.

## Teamänderungen
Sämtliche Veränderungen sind in der Neuordnung der American Hockey League begründet, die eine neue Pacific Division einführte und daher die ECHL-Franchises aus Kalifornien mit entsprechenden AHL-Teams die Plätze tauschten.
- Die Bakersfield Condors firmieren fortan als Norfolk Admirals.
- Die Ontario Reign werden in Manchester Monarchs umbenannt.
- Die Stockton Thunder heißen nun Adirondack Thunder.

Darüber hinaus änderten zwei Teams aus der South Division ihre Namen:
- Die Greenville Road Warriors sind fortan als Greenville Swamp Rabbits aktiv.
- Die Gwinnett Gladiators firmieren fortan als Atlanta Gladiators.

## Modus
Aus den erst ein Jahr zuvor eingeführten vier Divisionen wurden nun sechs; die Aufteilung in zwei Conferences blieb erhalten. Für die Playoffs qualifizieren sich die jeweiligen Divisions-Ersten sowie die fünf weitere punktbesten Mannschaften jeder Conference. Zudem wurde (in Anlehnung an AHL und NHL) die 3-gegen-3-Overtime eingeführt, die volle fünf Minuten gespielt wird, ehe es zu einem Shootout kommt.

## Reguläre Saison
| Brampton |

| Kalamazoo |

| Toledo |

| Wheeling |

| Adirondack |

| Elmira |

| Manchester |

| Norfolk |

| Reading |

| Atlanta |

| Florida |

| Greenville |

| Orlando |

| South Carolina |

| Cincinnati |

| Evansville |

| Fort Wayne |

| Indy |

| Quad City |

| Allen |

| Missouri |

| Tulsa |

| Wichita |

| Alaska |

| Colorado |

| Idaho |

| Rapid City |

| Utah |

### Abschlusstabellen
Abkürzungen: GP = Spiele, W = Siege, L = Niederlagen, OTL = Niederlage nach Overtime, SOL = Niederlage nach Shootout, GF = Erzielte Tore, GA = Gegentore, Pts = Punkte

Erläuterungen: In Klammern befindet sich die Platzierung innerhalb der Conference; Playoff-Qualifikation, Henry-Brabham-Cup-Sieger

#### Eastern Conference
| North Division       | GP | W  | L  | OTL | SOL | GF  | GA  | Pts |
| -------------------- | -- | -- | -- | --- | --- | --- | --- | --- |
| Toledo Walleye (1)   | 72 | 47 | 20 | 2   | 3   | 225 | 174 | 99  |
| Wheeling Nailers (5) | 72 | 37 | 26 | 5   | 4   | 214 | 211 | 83  |
| Kalamazoo Wings (6)  | 72 | 38 | 28 | 5   | 1   | 233 | 230 | 82  |
| Brampton Beast       | 72 | 23 | 38 | 7   | 4   | 179 | 255 | 57  |

| East Division           | GP | W  | L  | OTL | SOL | GF  | GA  | Pts |
| ----------------------- | -- | -- | -- | --- | --- | --- | --- | --- |
| Manchester Monarchs (3) | 72 | 39 | 24 | 4   | 5   | 222 | 213 | 87  |
| Adirondack Thunder (7)  | 72 | 38 | 28 | 2   | 4   | 197 | 189 | 82  |
| Reading Royals (8)      | 72 | 36 | 26 | 6   | 4   | 222 | 194 | 82  |
| Elmira Jackals          | 72 | 37 | 30 | 3   | 2   | 206 | 214 | 79  |
| Norfolk Admirals        | 72 | 30 | 37 | 4   | 1   | 201 | 232 | 65  |

| South Division               | GP | W  | L  | OTL | SOL | GF  | GA  | Pts |
| ---------------------------- | -- | -- | -- | --- | --- | --- | --- | --- |
| South Carolina Stingrays (2) | 72 | 44 | 18 | 7   | 3   | 224 | 162 | 98  |
| Florida Everblades (4)       | 72 | 46 | 23 | 1   | 2   | 226 | 175 | 95  |
| Orlando Solar Bears          | 72 | 33 | 30 | 4   | 5   | 224 | 232 | 75  |
| Atlanta Gladiators           | 72 | 34 | 31 | 5   | 2   | 189 | 224 | 75  |
| Greenville Swamp Rabbits     | 72 | 29 | 33 | 9   | 1   | 205 | 243 | 68  |

#### Western Conference
| Midwest Division        | GP | W  | L  | OTL | SOL | GF  | GA  | Pts |
| ----------------------- | -- | -- | -- | --- | --- | --- | --- | --- |
| Fort Wayne Komets (2)   | 72 | 40 | 23 | 7   | 2   | 240 | 200 | 89  |
| Cincinnati Cyclones (7) | 72 | 36 | 37 | 5   | 4   | 222 | 210 | 81  |
| Quad City Mallards (8)  | 72 | 37 | 29 | 4   | 2   | 203 | 203 | 80  |
| Evansville IceMen       | 72 | 29 | 33 | 7   | 3   | 207 | 242 | 68  |
| Indy Fuel               | 72 | 32 | 36 | 4   | 0   | 174 | 201 | 68  |

| Central Division       | GP | W  | L  | OTL | SOL | GF  | GA  | Pts |
| ---------------------- | -- | -- | -- | --- | --- | --- | --- | --- |
| Missouri Mavericks (1) | 72 | 52 | 15 | 3   | 2   | 234 | 162 | 109 |
| Allen Americans (4)    | 72 | 41 | 24 | 3   | 4   | 222 | 204 | 89  |
| Tulsa Oilers           | 72 | 37 | 30 | 3   | 2   | 191 | 191 | 79  |
| Wichita Thunder        | 72 | 18 | 41 | 7   | 6   | 150 | 240 | 49  |

| West Division        | GP | W  | L  | OTL | SOL | GF  | GA  | Pts |
| -------------------- | -- | -- | -- | --- | --- | --- | --- | --- |
| Colorado Eagles (3)  | 72 | 41 | 27 | 3   | 1   | 232 | 193 | 86  |
| Idaho Steelheads (5) | 72 | 38 | 24 | 7   | 3   | 203 | 187 | 86  |
| Utah Grizzlies (6)   | 72 | 39 | 27 | 3   | 3   | 223 | 206 | 84  |
| Rapid City Rush      | 72 | 30 | 35 | 3   | 4   | 177 | 210 | 67  |
| Alaska Aces          | 72 | 27 | 38 | 4   | 3   | 189 | 237 | 61  |

### Beste Scorer
Abkürzungen: GP = Spiele, G = Tore, A = Assists, Pts = Punkte, +/- = Plus/Minus, PIM = Strafminuten; Fett: Saisonbestwert
| Spieler           | Team                          | GP | G  | A  | Pts | PIM |
| ----------------- | ----------------------------- | -- | -- | -- | --- | --- |
| Chad Costello     | Allen Americans               | 72 | 24 | 79 | 103 | 36  |
| Trent Daavettila  | Colorado Eagles               | 71 | 25 | 55 | 80  | 26  |
| Shawn Szydlowski  | Fort Wayne Komets             | 62 | 25 | 50 | 75  | 82  |
| Riley Brace       | Wheeling Nailers              | 56 | 26 | 41 | 67  | 76  |
| Shane Berschbach  | Toledo Walleye                | 61 | 24 | 43 | 67  | 6   |
| Matt Willows      | Florida Everblades            | 71 | 23 | 43 | 66  | 25  |
| Jack Downing      | Cincinnati Cyclones           | 72 | 32 | 32 | 64  | 27  |
| Ludwig Blomstrand | Kalamazoo Wings               | 71 | 29 | 34 | 63  | 42  |
| Peter Sivák       | Fort Wayne Komets Alaska Aces | 61 | 22 | 41 | 63  | 35  |
| Derek Nesbitt     | Atlanta Gladiators            | 72 | 28 | 34 | 62  | 20  |

Jesse Mychan von den Colorado Eagles gelangen ebenfalls 32 Treffer.

### Beste Torhüter
Die kombinierte Tabelle zeigt die jeweils drei besten Torhüter in den Kategorien Gegentorschnitt und Fangquote sowie die jeweils Führenden in den Kategorien Shutouts und Siege.
Abkürzungen: GP = Spiele, TOI = Eiszeit (in Minuten), W = Siege, L = Niederlagen, OTL = Overtime-Niederlagen, GA = Gegentore, SO = Shutouts, Sv% = gehaltene Schüsse (in %), GAA = Gegentorschnitt; Fett: Saisonbestwert
Es werden nur Torhüter erfasst, die mindestens 1440 Minuten absolviert haben. Sortiert nach bestem Gegentorschnitt.
| Spieler          | Team                     | GP | TOI  | W  | L  | OTL | GA  | SO | Sv%  | GAA  |
| ---------------- | ------------------------ | -- | ---- | -- | -- | --- | --- | -- | ---- | ---- |
| Josh Robinson    | Missouri Mavericks       | 32 | 1884 | 28 | 2  | 1   | 59  | 2  | 93,1 | 1,88 |
| Vítek Vaněček    | South Carolina Stingrays | 32 | 1867 | 18 | 7  | 6   | 63  | 4  | 91,7 | 2,03 |
| Martin Ouellette | Reading Royals           | 31 | 1797 | 17 | 10 | 3   | 63  | 4  | 92,2 | 2,10 |
| Mark Dekanich    | South Carolina Stingrays | 35 | 2004 | 20 | 9  | 4   | 72  | 2  | 92,5 | 2,16 |
| Jeff Lerg        | Toledo Walleye           | 42 | 2514 | 28 | 11 | 3   | 91  | 3  | 92,5 | 2,17 |
| Pat Nagle        | Fort Wayne Komets        | 51 | 2969 | 28 | 12 | 8   | 117 | 5  | 91,5 | 2,36 |
| Joel Martin      | Kalamazoo Wings          | 64 | 3777 | 36 | 21 | 6   | 185 | 3  | 91,8 | 2,94 |

## Playoffs

### Playoff-Baum
|  | Division-Halbfinale | Division-Halbfinale | Division-Halbfinale      |                    |                          | Division-Finale | Division-Finale | Division-Finale |  |  | Conference-Finale | Conference-Finale | Conference-Finale |  |  | Kelly-Cup-Finale | Kelly-Cup-Finale | Kelly-Cup-Finale |
|  |                     |                     |                          |                    |                          |                 |                 |                 |  |  |                   |                   |                   |  |  |                  |                  |                  |
|  | E1                  | Toledo Walleye      | 3                        |                    |                          |                 |                 |                 |  |  |                   |                   |                   |  |  |                  |                  |                  |
|  | E8                  | Reading Royals      | 4                        |                    |                          |                 |                 |                 |  |  |                   |                   |                   |  |  |                  |                  |                  |
|  | E8                  | Reading Royals      | 4                        | E8                 | Reading Royals           | 3               |                 |                 |  |  |                   |                   |                   |  |  |                  |                  |                  |
|  |                     |                     |                          | E8                 | Reading Royals           | 3               |                 |                 |  |  |                   |                   |                   |  |  |                  |                  |                  |
|  |                     |                     | E5                       | Wheeling Nailers   | 4                        |                 |                 |                 |  |  |                   |                   |                   |  |  |                  |                  |                  |
|  | E4                  | Florida Everblades  | E5                       | Wheeling Nailers   | 4                        | 2               |                 |                 |  |  |                   |                   |                   |  |  |                  |                  |                  |
|  | E4                  | Florida Everblades  |                          |                    |                          | 2               |                 |                 |  |  |                   |                   |                   |  |  |                  |                  |                  |
|  | E5                  | Wheeling Nailers    | 4                        |                    |                          |                 |                 |                 |  |  |                   |                   |                   |  |  |                  |                  |                  |
|  | E5                  | Wheeling Nailers    | 4                        | E5                 | Wheeling Nailers         | 4               |                 |                 |  |  |                   |                   |                   |  |  |                  |                  |                  |
|  |                     |                     |                          | E5                 | Wheeling Nailers         | 4               |                 |                 |  |  |                   |                   |                   |  |  |                  |                  |                  |
|  |                     | E2                  | South Carolina Stingrays | 3                  |                          |                 |                 |                 |  |  |                   |                   |                   |  |  |                  |                  |                  |
|  | E2                  | E2                  | South Carolina Stingrays | 3                  | South Carolina Stingrays | 4               |                 |                 |  |  |                   |                   |                   |  |  |                  |                  |                  |
|  | E2                  |                     |                          |                    | South Carolina Stingrays | 4               |                 |                 |  |  |                   |                   |                   |  |  |                  |                  |                  |
|  | E7                  | Kalamazoo Wings     | 1                        |                    |                          |                 |                 |                 |  |  |                   |                   |                   |  |  |                  |                  |                  |
|  | E7                  | Kalamazoo Wings     | 1                        | E2                 | South Carolina Stingrays | 4               |                 |                 |  |  |                   |                   |                   |  |  |                  |                  |                  |
|  |                     |                     |                          | E2                 | South Carolina Stingrays | 4               |                 |                 |  |  |                   |                   |                   |  |  |                  |                  |                  |
|  |                     |                     | E6                       | Adirondack Thunder | 3                        |                 |                 |                 |  |  |                   |                   |                   |  |  |                  |                  |                  |
|  | E3                  | Manchester Monarchs | E6                       | Adirondack Thunder | 3                        | 1               |                 |                 |  |  |                   |                   |                   |  |  |                  |                  |                  |
|  | E3                  | Manchester Monarchs |                          |                    |                          |                 |                 |                 |  |  |                   |                   |                   |  |  |                  |                  |                  |
|  | E6                  | Adirondack Thunder  | 4                        |                    |                          |                 |                 |                 |  |  |                   |                   |                   |  |  |                  |                  |                  |
|  | E6                  | Adirondack Thunder  | 4                        | E5                 | Wheeling Nailers         | 2               |                 |                 |  |  |                   |                   |                   |  |  |                  |                  |                  |
|  |                     |                     |                          |                    |                          |                 |                 |                 |  |  |                   |                   |                   |  |  |                  |                  |                  |
|  |                     | W4                  | Allen Americans          | 4                  |                          |                 |                 |                 |  |  |                   |                   |                   |  |  |                  |                  |                  |
|  | W1                  | W4                  | Allen Americans          | 4                  | Missouri Mavericks       | 4               |                 |                 |  |  |                   |                   |                   |  |  |                  |                  |                  |
|  | W1                  |                     |                          |                    | Missouri Mavericks       | 4               |                 |                 |  |  |                   |                   |                   |  |  |                  |                  |                  |
|  | W8                  | Quad City Mallards  | 0                        |                    |                          |                 |                 |                 |  |  |                   |                   |                   |  |  |                  |                  |                  |
|  | W8                  | Quad City Mallards  | 0                        | W1                 | Missouri Mavericks       | 2               |                 |                 |  |  |                   |                   |                   |  |  |                  |                  |                  |
|  |                     |                     |                          | W1                 | Missouri Mavericks       | 2               |                 |                 |  |  |                   |                   |                   |  |  |                  |                  |                  |
|  |                     |                     | W4                       | Allen Americans    | 4                        |                 |                 |                 |  |  |                   |                   |                   |  |  |                  |                  |                  |
|  | W4                  | Allen Americans     | W4                       | Allen Americans    | 4                        | 4               |                 |                 |  |  |                   |                   |                   |  |  |                  |                  |                  |
|  | W4                  | Allen Americans     |                          |                    |                          | 4               |                 |                 |  |  |                   |                   |                   |  |  |                  |                  |                  |
|  | W5                  | Idaho Steelheads    | 3                        |                    |                          |                 |                 |                 |  |  |                   |                   |                   |  |  |                  |                  |                  |
|  | W5                  | Idaho Steelheads    | 3                        | W4                 | Allen Americans          | 4               |                 |                 |  |  |                   |                   |                   |  |  |                  |                  |                  |
|  |                     |                     |                          | W4                 | Allen Americans          | 4               |                 |                 |  |  |                   |                   |                   |  |  |                  |                  |                  |
|  |                     | W2                  | Fort Wayne Komets        | 1                  |                          |                 |                 |                 |  |  |                   |                   |                   |  |  |                  |                  |                  |
|  | W2                  | W2                  | Fort Wayne Komets        | 1                  | Fort Wayne Komets        | 4               |                 |                 |  |  |                   |                   |                   |  |  |                  |                  |                  |
|  | W2                  |                     |                          |                    |                          |                 |                 |                 |  |  |                   |                   |                   |  |  |                  |                  |                  |
|  | W7                  | Cincinnati Cyclones | 3                        |                    |                          |                 |                 |                 |  |  |                   |                   |                   |  |  |                  |                  |                  |
|  | W7                  | Cincinnati Cyclones | 3                        | W2                 | Fort Wayne Komets        | 4               |                 |                 |  |  |                   |                   |                   |  |  |                  |                  |                  |
|  |                     |                     |                          | W2                 | Fort Wayne Komets        | 4               |                 |                 |  |  |                   |                   |                   |  |  |                  |                  |                  |
|  |                     |                     | W6                       | Utah Grizzlies     | 0                        |                 |                 |                 |  |  |                   |                   |                   |  |  |                  |                  |                  |
|  | W3                  | Colorado Eagles     | W6                       | Utah Grizzlies     | 0                        | 2               |                 |                 |  |  |                   |                   |                   |  |  |                  |                  |                  |
|  | W3                  | Colorado Eagles     |                          |                    |                          |                 |                 |                 |  |  |                   |                   |                   |  |  |                  |                  |                  |
|  | W6                  | Utah Grizzlies      | 4                        |                    |                          |                 |                 |                 |  |  |                   |                   |                   |  |  |                  |                  |                  |

### Kelly-Cup-Sieger
| Kelly-Cup-Sieger Allen Americans | Vincent Arseneau, Spencer Asuchak, Thomas Carr, Chad Costello, Justin Courtnall, Danny Federico, Aaron Gens, Riley Gill, Greger Hanson, Jake Hildebrand, Ņikita Jevpalovs, Tristan King, J. P. LaFontaine, David Makowski, Kyle Neuber, Casey Pierro-Zabotel, Rick Pinkston, Matt Register, Jordan Rowley, Eric Roy, Joel Rumpel, Gary Steffes, Dyson Stevenson Trainer: Steve Martinson |

### Beste Scorer
Abkürzungen: GP = Spiele, G = Tore, A = Assists, Pts = Punkte, +/- = Plus/Minus, PIM = Strafminuten; Fett: Saisonbestwert
| Spieler          | Team                     | GP | G  | A  | Pts | PIM |
| ---------------- | ------------------------ | -- | -- | -- | --- | --- |
| Chad Costello    | Allen Americans          | 24 | 7  | 29 | 36  | 4   |
| Riley Brace      | Wheeling Nailers         | 26 | 5  | 22 | 27  | 30  |
| Greger Hanson    | Allen Americans          | 23 | 15 | 8  | 23  | 18  |
| John McCarron    | Wheeling Nailers         | 25 | 11 | 12 | 23  | 42  |
| Mathew Maione    | Wheeling Nailers         | 26 | 6  | 17 | 23  | 20  |
| Cody Wydo        | Wheeling Nailers         | 26 | 12 | 9  | 21  | 12  |
| Eric Roy         | Allen Americans          | 23 | 5  | 16 | 21  | 8   |
| David Makowski   | Allen Americans          | 18 | 5  | 15 | 20  | 20  |
| Shawn Szydlowski | Fort Wayne Komets        | 16 | 10 | 9  | 19  | 15  |
| Austin Fyten     | South Carolina Stingrays | 19 | 8  | 11 | 19  | 28  |

### Beste Torhüter
Die kombinierte Tabelle zeigt die jeweils drei besten Torhüter in den Kategorien Gegentorschnitt und Fangquote sowie die jeweils Führenden in den Kategorien Shutouts und Siege.
Abkürzungen: GP = Spiele, TOI = Eiszeit (in Minuten), W = Siege, L = Niederlagen, OTL = Overtime-Niederlagen, GA = Gegentore, SO = Shutouts, Sv% = gehaltene Schüsse (in %), GAA = Gegentorschnitt; Fett: Saisonbestwert
Es werden nur Torhüter erfasst, die mindestens 1440 Minuten absolviert haben. Sortiert nach bestem Gegentorschnitt.
| Spieler       | Team                     | GP | TOI | W  | L | OTL | GA | SO | Sv%  | GAA  |
| ------------- | ------------------------ | -- | --- | -- | - | --- | -- | -- | ---- | ---- |
| Mark Dekanich | South Carolina Stingrays | 10 | 603 | 5  | 3 | 1   | 17 | 2  | 92,2 | 1,69 |
| Josh Robinson | Missouri Mavericks       | 7  | 416 | 4  | 3 | 0   | 15 | 0  | 92,6 | 2,16 |
| Ken Appleby   | Adirondack Thunder       | 12 | 754 | 7  | 4 | 1   | 29 | 1  | 92,0 | 2,31 |
| Riley Gill    | Allen Americans          | 19 | 997 | 12 | 5 | 0   | 39 | 1  | 92,3 | 2,35 |
| Adam Morrison | Reading Royals           | 6  | 344 | 3  | 3 | 0   | 14 | 0  | 92,4 | 2,45 |
| Brad Thiessen | Cincinnati Cyclones      | 7  | 454 | 3  | 2 | 2   | 19 | 0  | 92,6 | 2,51 |

## Auszeichnungen

### Vergebene Trophäen
| Auszeichnung                                                                   | Spieler            | Team                     |
| ------------------------------------------------------------------------------ | ------------------ | ------------------------ |
| John Brophy Award Bester Trainer                                               | Richard Matvichuk  | Missouri Mavericks       |
| ECHL Most Valuable Player Bester Spieler der regulären Saison                  | Chad Costello      | Allen Americans          |
| Kelly Cup Playoffs Most Valuable Player Bester Spieler der Playoffs            | Chad Costello      | Allen Americans          |
| ECHL Rookie of the Year Bester Rookie der regulären Saison                     | Matt Willows       | Florida Everblades       |
| ECHL Goaltender of the Year Bester Torwart der regulären Saison                | Josh Robinson      | Allen Americans          |
| ECHL Defenseman of the Year Bester Verteidiger der regulären Saison            | Mathew Maione      | Wheeling Nailers         |
| ECHL Leading Scorer Bester Scorer der regulären Saison                         | Chad Costello      | Allen Americans          |
| ECHL Plus Performer Award Spieler mit der besten Plus/Minus-Bilanz             | Joey Leach         | South Carolina Stingrays |
| ECHL Sportsmanship Award Hoher sportlicher Standard und vorbildliches Benehmen | Shane Berschbach   | Toledo Walleye           |
| ECHL General Manager of the Year Award Bester General Manager der Saison       | Richard Matvichuk  | Missouri Mavericks       |
| Kelly Cup Gewinner der ECHL-Playoffs                                           | Allen Americans    | Allen Americans          |
| Henry Brabham Cup Bestes Team der regulären Saison                             | Missouri Mavericks | Missouri Mavericks       |
| E. A. „Bud“ Gingher Memorial Trophy Bestes Team der Eastern Conference         | Wheeling Nailers   | Wheeling Nailers         |
| Bruce Taylor Trophy Bestes Team der Western Conference                         | Allen Americans    | Allen Americans          |

### All-Star-Teams
| First All-Star Team | First All-Star Team                                 |
| ------------------- | --------------------------------------------------- |
| Angriff:            | Shane Berschbach – Chad Costello – Trent Daavettila |
| Verteidigung:       | Mathew Maione – Adrian Veideman                     |
| Tor:                | Josh Robinson                                       |

| Second All-Star Team | Second All-Star Team                        |
| -------------------- | ------------------------------------------- |
| Angriff:             | Riley Brace – Jesse Root – Shawn Szydlowski |
| Verteidigung:        | Adam Comrie – William Wrenn                 |
| Tor:                 | Jeff Lerg                                   |

| All-Rookie Team | All-Rookie Team                            |
| --------------- | ------------------------------------------ |
| Angriff:        | Dan DeSalvo – Cason Hohmann – Matt Willows |
| Verteidigung:   | Jacob MacDonald – Ben Marshall             |
| Tor:            | Vítek Vaněček                              |